# Queensland Open
The Queensland Open noto anche come Queensland Championships e precedentemente come Queensland Lawn Tennis Championships o Queensland Grass Court Championships e pure Queensland State Championships è stato un torneo professionistico di tennis giocato a Brisbane, Australia, dal 1888 al 1994. L'evento ha fatto anche parte del Grand Prix maschile e del circuito WTA Tour femminile ed era giocato originariamente su erba ed in seguito su cemento indoor e outdoor. Il torneo venne dismesso a causa delle pesanti perdite finanziarie del Tennis Queensland, organizzatore dell'evento.

## Albo d'oro

### Singolare maschile
| Anno         | Vincitore                                             | Finalista                                             | Punteggio                                             |
| ------------ | ----------------------------------------------------- | ----------------------------------------------------- | ----------------------------------------------------- |
| 1888         | Arthur. R. Taylor (1)                                 | H. De Winton                                          | 12–4                                                  |
| 1889         | E.P. Hudson                                           | A. R. Taylor                                          | 3–6, 8–6, 6–4, 3–6, 6–2                               |
| 1890         | A. R. Taylor (2)                                      | E. P. Hudson                                          | 6–3, 6–4, 6–0                                         |
| 1891         | A. R. Taylor (3)                                      | Peter B. Mc Gregor                                    | 6–3, 6–4, 4–6, 5–6, 6–2                               |
| 1892         | Peter B. Mc Gregor                                    | John E. Gilligan                                      | 8–10, 6–4, 6–3, 6–4                                   |
| 1893         | E. Hutton                                             | John E. Gilligan                                      | 6–1, 6–4, 6–3                                         |
| 1894         | John E. Gilligan                                      | Russell R. Love                                       | 6–1, 6–3, 5–7, 6–2                                    |
| 1895         | Samuel H. Hughes                                      | John E. Gilligan                                      | 6–2, 6–2, 8–6                                         |
| 1896         | Albert Curtis                                         | Samuel H. Hughes                                      | 4–6, 6–2, 6–8, 6–2, 6–3                               |
| 1897         | F. A. Waller                                          | Ernest L. Newman                                      | 6–1, 4–6, 6–1, 4–6, 6–3                               |
| 1898         | Eric Pockley                                          | F. A. Waller                                          | 7–5, 6–4, 6–3                                         |
| 1899         | Les Poidevin (1)                                      | Ernest L. Newman                                      | 6–3, 6–0, 6–2                                         |
| 1900         | Les Poidevin (2)                                      | H.B. Rowlands                                         | 6–2, 3–6, 6–2, 6–2                                    |
| 1901         | Horace Rice (1)                                       | Edward R. Crouch                                      | 6–1, 6–1, 6–0                                         |
| 1902         | H.B. Rowlands                                         | Edwin W. Fowles                                       | 6–4, 4–6, 7–5, 6–2                                    |
| 1903         | John N. Griffiths                                     | George S. Crouch                                      | 8–6, 6–1, 6–2                                         |
| 1904         | Stanley Doust (1)                                     | Gordon W. Wright                                      | walkover                                              |
| 1905         | Stanley Doust (2)                                     | Henry M. Marsh                                        | 3–6, 8–6, 6–4, 3–6, 6–2                               |
| 1906         | Harry Parker (1)                                      | Stanley Doust                                         | 6–3, 6–2, 6–1                                         |
| 1907         | Horace Rice (2)                                       | Harry Parker                                          | ?                                                     |
| 1909         | Harry Parker (2)                                      | Stanley Doust                                         | 6–2, 3–6, 6–3, 6–2                                    |
| 1909         | Macauley Turner                                       | Bert St. John                                         | 6–4, 7–5, 6–3                                         |
| 1910         | Harry Parker (3)                                      | Macauley Turner                                       | 6–2, 6–1, 6–1                                         |
| 1911         | Horace Rice (3)                                       | Harry Parker                                          | 4–6, 9–7, 6–2, 6–1                                    |
| 1912         | Horace Rice (4)                                       | Alfred Jones                                          | 6–1, 6–1, 6–3                                         |
| 1913         | Lindsay D. Todd                                       | Clarence Todd                                         | walkover                                              |
| 1914         | Clarence Todd                                         | T. W. Clark                                           | 7–5, 4–6, 6–1, 6–4                                    |
| 1915         | Gordon Lowe                                           | Horace Rice                                           | 4–6, 6–1, 6–1, 6–4                                    |
| 1916– 1918   | Non disputato (a causa della prima guerra mondiale)   | Non disputato (a causa della prima guerra mondiale)   | Non disputato (a causa della prima guerra mondiale)   |
| 1919         | Bert St. John (1)                                     | Horace Rice                                           | 5–7, 7–5, 7–5, 7–5                                    |
| 1920         | Bert St. John (2)                                     | Edward Jordan                                         | 2–6, 6–1, 6–3, 9–7                                    |
| 1921         | Jack N. Radcliffe                                     | Edward Jordan                                         | 10–8, 6–4, 6–1                                        |
| 1922         | Horace Rice (5)                                       | R. G. Spencer                                         | 6–8 6–4, 6–4, 6–1                                     |
| 1923         | Pat O'Hara Wood (1)                                   | Bert St. John                                         | 6–1, 6–1, 6–3                                         |
| 1924         | Jack Cummings (1)                                     | Edgar Moon                                            | 6–4, 2–6, 6–2, 6–4                                    |
| 1925         | Pat O'Hara Wood (2)                                   | Jack Cummings                                         | 6–3, 2–6, 5–7, 6–4, 6–2                               |
| 1926         | Jack Cummings (2)                                     | Edgar Moon                                            | 3–6, 6–3, 6–0, 6–0                                    |
| 1927         | Jack Crawford (1)                                     | Frederick Kalms                                       | 9–7, 3–6, 6–3, 6–4                                    |
| 1928         | James Willard                                         | Richard Schlesinger                                   | 6–1, 6–4, 3–6, 6–3                                    |
| 1929         | Jack Crawford (2)                                     | Edgar Moon                                            | 6–1, 8–6, 6–1                                         |
| 1930         | -jack Cummings (3)                                    | Roy Dunlop                                            | 6–0, 6–2, 6–2                                         |
| 1931         | Jack Crawford (3)                                     | Harry Hopman                                          | 6–4, 6–4,7–5                                          |
| 1932         | Edgar Moon                                            | Vivian McGrath                                        | 7–5, 6–3, 6–2                                         |
| 1933         | Adrian Quist (1)                                      | Jack Crawford                                         | 6–2, 2–6, 4–6, 12–10, 6–3                             |
| 1934         | Jack Crawford (4)                                     | Adrian Quist                                          | 6–2, 6–4, 4–6, 4–6, 9–7                               |
| 1935         | John Bromwich (1)                                     | George Tait                                           | 6–1, 6–3, 6–0                                         |
| 1936         | Vivian McGrath                                        | John Bromwich                                         | 6–2, 7–5, 6–2                                         |
| 1937         | John Bromwich (2)                                     | Vivian McGrath                                        | 6–2, 6–2, 6–2                                         |
| 1938         | John Bromwich (3)                                     | James Gilchrist                                       | 4–6, 6–1, 6–1, 4–6, 6–3                               |
| 1939         | John Bromwich (4)                                     | James Gilchrist                                       | 6–1, 6–2, 6–3                                         |
| 1940         | Adrian Quist (2)                                      | Jack Crawford                                         | 6–4, 8–6, 7–5                                         |
| 1941         | John Bromwich (5)                                     | Jack Crawford                                         | 6–4, 6–8, 4–6, 6–4, 6–3                               |
| 1942– 1945   | Non disputato (a causa della seconda guerra mondiale) | Non disputato (a causa della seconda guerra mondiale) | Non disputato (a causa della seconda guerra mondiale) |
| 1946         | Bill Sidwell                                          | Lionel Brodie                                         | 7–9, 4–6, 6–2, 6–3, 6–0                               |
| 1947         | Adrian Quist (3)                                      | James Gilchrist                                       | 6–4, 6–4, 6–4                                         |
| 1948         | Adrian Quist (4)                                      | George Worthington                                    | 6–3, 6–0, 6–4                                         |
| 1949         | Geoff Brown                                           | Bill Sidwell                                          | 8–6, 6–1, 6–2                                         |
| 1950         | Frank Sedgman (1)                                     | Art Larsen                                            | 6–2, 6–4, 6–2                                         |
| 1951         | Frank Sedgman (2)                                     | Ian Ayre                                              | 6–2, 6–1, 6–2                                         |
| 1952         | Frank Sedgman (3)                                     | Mervyn Rose                                           | 11–9, 6–2, 0–6, 2–6, 6–1                              |
| 1953         | Lew Hoad (1)                                          | Rex Hartwig                                           | 6–4, 6–1, 6–2                                         |
| 1954         | Lew Hoad (2)                                          | Rex Hartwig                                           | 6–4, 6–4, 0–6, 0–6, 6–1                               |
| 1955         | Ken Rosewall                                          | Ashley Cooper                                         | 6–8, 6–4, 6–4, 6–4                                    |
| 1956         | Ashley Cooper (1)                                     | Lew Hoad                                              | 5–7, 7–5, 6–2, 4–6, 6–4                               |
| 1957         | Roy Emerson (1)                                       | Neale Fraser                                          | 6–3, 6–2, 6–2                                         |
| 1958         | Ashley Cooper (2)                                     | Mal Anderson                                          | 6–3, 1–6, 6–1, 6–4                                    |
| 1959         | Roy Emerson (2)                                       | Neale Fraser                                          | 6–1, 6–2, 1–6, 6–3                                    |
| 1960         | Roy Emerson (3)                                       | Bob Hewitt                                            | 14–12, 6–0, 6–3                                       |
| 1961         | Rod Laver                                             | Roy Emerson                                           | 4–6, 4–6, 6–0, 8–6, 6–3                               |
| 1962         | Bob Hewitt                                            | Rod Laver                                             | 1–6, 6–3, 6–4, 1–6, 7–5                               |
| 1963         | Roy Emerson (4)                                       | Fred Stolle                                           | 6–3, 5–7, 6–4, 4–6, 6–1                               |
| 1964         | Fred Stolle                                           | Roy Emerson                                           | 6–3, 8–6, 3–6, 4–6, 7–5                               |
| 1965         | Arthur Ashe (1)                                       | Roy Emerson                                           | 3–6, 6–2, 6–3, 3–6, 6–1                               |
| 1966         | Roy Emerson (5)                                       | Fred Stolle                                           | 4–6, 6–3, 6–4, 3–6, 6–2                               |
| 1967         | Roy Emerson (6)                                       | John Newcombe                                         | 9–7, 3–6, 6–4, 4–6, 7–5                               |
| 1968         | Arthur Ashe (2)                                       | Stan Smith                                            | 6–4, 1–6, 9–7, 4–6, 7–5                               |
| 1969         | Ray Ruffels                                           | Allan Stone                                           | 8–6, 4–6, 6–3, 6–3                                    |
| ↓ Open era ↓ |                                                       |                                                       |                                                       |
| 1970         | Bob Giltinan (1)                                      | Ross Case                                             | 6–3, 6–0, 2–6, 6–2                                    |
| 1971         | Mal Anderson (1)                                      | John Cooper                                           | 6–4, 6–4, 6–7, 7–6                                    |
| 1972         | Ken Rosewall                                          | Geoff Masters                                         | 6–2, 5–7, 6–4, 3–6, 7–5                               |
| 1973         | Syd Ball                                              | Ross Case                                             | 4–6, 6–4, 6–1, 2–6, 6–1                               |
| 1974         | Bob Giltinan (2)                                      | Ulrich Marten                                         | 6–3, 7–6                                              |
| 1975         | Mal Anderson (2)                                      | Mark Edmondson                                        | 3–6, 6–3, 6–4, 6–4                                    |
| 1976         | Mal Anderson (3)                                      | Tim Wilkison                                          | 6–4, 6–2, 3–6, 6–4                                    |
| 1977         | Keith Hancock                                         | Jeff Twist                                            | 7–6, 7–6, 7–6                                         |
| 1978         | Dale Collings (1)                                     | Victor Eke                                            | 7–6, 6–4, 6–4                                         |
| 1979         | Dale Collings (2)                                     | Chris Kachel                                          | 7–6, 6–7, 6–3, 3–6, 10–8                              |
| 1980         | Mike Estep                                            | John Fitzgerald                                       | 6–3, 3–6, 6–4                                         |
| 1981         | Chris Johnstone                                       | Phil Dent                                             | 6–4, 6–4                                              |
| 1982         | Charlie Fancutt                                       | Pat Cash                                              | 7–6, 6–3                                              |
| 1984– 1986   | Non disputato                                         | Non disputato                                         | Non disputato                                         |
| 1987         | Kelly Evernden                                        | Eric Jelen                                            | 3–6, 6–1, 6–1                                         |
| 1988         | Tim Mayotte                                           | Marty Davis                                           | 6–4, 6–4                                              |
| 1989         | Niclas Kroon                                          | Mark Woodforde                                        | 4–6, 6–2, 6–4                                         |
| 1990         | Brad Gilbert                                          | Aaron Krickstein                                      | 6–3, 6–1                                              |
| 1991         | Gianluca Pozzi                                        | Aaron Krickstein                                      | 6–3, 7–6                                              |
| 1992         | Guillaume Raoux                                       | Kenneth Carlsen                                       | 6–4, 7–6                                              |

#### Doppio maschile
| Anno | Vincitori                             | Finalisti                       | Punteggio     |
| ---- | ------------------------------------- | ------------------------------- | ------------- |
| 1987 | Matt Anger Kelly Evernden             | Broderick Dyke Wally Masur      | 7–6, 6–2      |
| 1988 | Eric Jelen Carl-Uwe Steeb             | Grant Connell Glenn Michibata   | 6–4, 6–1      |
| 1989 | Darren Cahill Mark Kratzmann          | Broderick Dyke Simon Youl       | 6–4, 5–7, 6–0 |
| 1990 | Jason Stoltenberg Todd Woodbridge (1) | Brian Garrow Mark Woodforde     | 2–6, 6–4, 6–4 |
| 1991 | Todd Woodbridge (2) Mark Woodforde    | John Fitzgerald Glenn Michibata | 7–6, 6–3      |
| 1992 | Steve DeVries David Macpherson        | Patrick McEnroe Jonathan Stark  | 6–4, 6–4      |

#### Singolare femminile
| Anno         | Vincitrici                                                                        | Finaliste                                                                         | Punteggio                                                                         |
| ------------ | --------------------------------------------------------------------------------- | --------------------------------------------------------------------------------- | --------------------------------------------------------------------------------- |
| 1889         | May Davis Quinnel (1)                                                             | Miss Earle                                                                        | 6–1, 6–0                                                                          |
| 1890         | May Davis Quinnel (2)                                                             | Miss Earle                                                                        | 6–2, 6–4                                                                          |
| 1891         | Miss Lee                                                                          | May Davis Quinnel                                                                 | 7–5, 6–2                                                                          |
| 1892         | Miss McGregor                                                                     | Mabel Taylor                                                                      | 6–3, 6–2                                                                          |
| 1893         | Mabel Taylor                                                                      | Miss Wallace                                                                      | 6–3, 6–2                                                                          |
| 1894         | Mary Pugh                                                                         | Mabel Taylor                                                                      | 6–2, 6–3                                                                          |
| 1895         | Amy Pratten                                                                       | Mary Pugh                                                                         | 6–4, 5–7, 7–5                                                                     |
| 1896         | Ethel Mant (1)                                                                    | Amy Pratten                                                                       | 6–2, 6–1                                                                          |
| 1897         | Ethel Mant (2)                                                                    | Eileen Persse                                                                     | 6–3, 5–7, 6–?                                                                     |
| 1898         | Ethel Mant (3)                                                                    | Amy Pratten                                                                       | 6–1, 7–9, 6–1                                                                     |
| 1899         | Ethel Mant (4)                                                                    | Mabel Mant                                                                        | 6–3, 6–3                                                                          |
| 1900         | Ethel Mant (5)                                                                    | M.Dransfield                                                                      | 6–8, 6–1, 6–1                                                                     |
| 1901         | Mabel Mant (1)                                                                    | Amy Pratten                                                                       | 6–1, 6–2                                                                          |
| 1902         | Mabel Mant (2)                                                                    | Ethel Mant                                                                        | 6–3, 6–1                                                                          |
| 1903         | Ethel Mant (6)                                                                    | Mabel Mant                                                                        | 7–5, 2–6, 6–2                                                                     |
| 1904         | Rose Payten (1)                                                                   | Ethel Mant                                                                        | 6–0, 6–0                                                                          |
| 1905         | Rose Payten (2)                                                                   | Ethel Mant                                                                        | 7–5, 6–3                                                                          |
| 1906         | Ethel Mant (7)                                                                    | Mabel Mant                                                                        | 6–4, 6–3                                                                          |
| 1907         | Rose Payten (3)                                                                   | Ethel Mant                                                                        | 6–1, 6–1                                                                          |
| 1908         | Annie Baker (1)                                                                   | Miss Thomas                                                                       | 6–2, 6–2                                                                          |
| 1909         | Annie Baker (2)                                                                   | Dute MacKintosh                                                                   | 6–0, 6–0                                                                          |
| 1910         | Dute MacKintosh                                                                   | May Thurlow                                                                       | 6–1, 6–4                                                                          |
| 1911         | Annie Baker Ford (3)                                                              | Dute MacKintosh                                                                   | 6–3, 6–1                                                                          |
| 1912         | Annie Baker Ford (4)                                                              | Orea Moustaka Beatty                                                              | (final posticipata e giocata a Sydney)                                            |
| 1913         | Beryl Spowers (1)                                                                 | Dorothy Dight                                                                     | 6–0, 6–8, 6–0                                                                     |
| 1914         | Beryl Spowers (2)                                                                 | Floris St George                                                                  | 6–2, 6–4                                                                          |
| 1915         | Beryl Spowers (3)                                                                 | Mall Mutch                                                                        | 2–6, 6–1, 6–2                                                                     |
| 1916         | Non disputato (a causa della prima guerra mondiale)                               | Non disputato (a causa della prima guerra mondiale)                               | Non disputato (a causa della prima guerra mondiale)                               |
| 1917         | Non disputato (a causa della prima guerra mondiale)                               | Non disputato (a causa della prima guerra mondiale)                               | Non disputato (a causa della prima guerra mondiale)                               |
| 1918         | Beryl Spowers Turner (4)                                                          | Miss Campbell                                                                     | 7–5 6–3                                                                           |
| 1919         | Annie Baker Ford (5)                                                              | Nellie Halley                                                                     | 6–1, 6–4                                                                          |
| 1920         | Annie Baker Ford (6)                                                              | Beryl Spowers Turner                                                              | 6–0, 6–2                                                                          |
| 1921         | Annie Gray                                                                        | Nell Lloyd                                                                        | 2–6, 6–2, 9–7                                                                     |
| 1922         | Margaret Molesworth (1)                                                           | Beryl Spowers Turner                                                              | 6–3, 6–2                                                                          |
| 1923         | Margaret Molesworth (2)                                                           | Esna Boyd                                                                         | 6–1, 7–5                                                                          |
| 1924         | Margaret Molesworth (3)                                                           | Beryl Spowers Turner                                                              | 6–4, 8–6                                                                          |
| 1925         | Meryl O'Hara Wood                                                                 | Beryl Spowers Turner                                                              | 3–6, 6–2, 6–2                                                                     |
| 1926         | Beryl Spowers Turner (5)                                                          | Meryl O'Hara Wood                                                                 | 6–3, 6–1                                                                          |
| 1927         | Margaret Molesworth (4)                                                           | Marjorie Cox                                                                      | 6–4, 9–7                                                                          |
| 1928         | Marjorie Cox                                                                      | Margaret Molesworth                                                               | 6–3, 6–3                                                                          |
| 1929         | Margaret Molesworth (5)                                                           | Emily Hood                                                                        | 6–3, 6–1                                                                          |
| 1930         | Margaret Molesworth (6)                                                           | Emily Hood                                                                        | 7–5, 6–4                                                                          |
| 1931         | Margaret Molesworth (7)                                                           | Emily Hood Westacott                                                              | 6–1, 6–3                                                                          |
| 1932         | Emily Hood Westacott (1)                                                          | Margaret Molesworth                                                               | 4–6, 6–4, 6–1                                                                     |
| 1933         | Margaret Molesworth (8)                                                           | Marjorie Cox Crawford                                                             | 6–2, 6–2                                                                          |
| 1934         | Emily Hood Westacott (2)                                                          | Joan Hartigan                                                                     | 9–7, 6–0                                                                          |
| 1935         | May Hardcastle (1)                                                                | Flo Francisco                                                                     | 6–2, 6–2                                                                          |
| 1936         | Nancye Wynne                                                                      | Joan Hartigan                                                                     | 7–5, 6–1                                                                          |
| 1937         | May Hardcastle (2)                                                                | Emily Hood Westacott                                                              | 6–0, 2–6, 6–0                                                                     |
| 1938         | Emily Hood Westacott (3)                                                          | May Hardcastle                                                                    | 6–2, 6–4                                                                          |
| 1939         | May Hardcastle (3)                                                                | Thelma Coyne                                                                      | 6–3, 6–0                                                                          |
| 1940         | May Hardcastle (4)                                                                | Emily Hood Westacott                                                              | 4–6, 6–2, 6–2                                                                     |
| 1941– 1945   | Non disputato (a causa della seconda guerra mondiale)                             | Non disputato (a causa della seconda guerra mondiale)                             | Non disputato (a causa della seconda guerra mondiale)                             |
| 1946         | Pat Jones                                                                         | May Hardcastle                                                                    | 6–3, 6–2                                                                          |
| 1947         | Thelma Coyne Long (1)                                                             | Pat Jones                                                                         | 6–2, 6–2                                                                          |
| 1948         | Lavina Singleton Mills (1)                                                        | Heather Hargraves                                                                 | 6–2, 9–7                                                                          |
| 1949         | Lavina Singleton Mills (2)                                                        | Edie Niemeyer Finney                                                              | 6–2, 6–1                                                                          |
| 1950         | Lavina Singleton Mills (3)                                                        | Jill Ritchie                                                                      | 6–0, 6–3                                                                          |
| 1951         | Lavina Singleton Mills (4)                                                        | Edie Niemeyer Finney                                                              | 1–6, 6–3, 6–2                                                                     |
| 1952         | Lavina Singleton Mills (5)                                                        | Mary Schultz                                                                      | 6–0, 4–6, 6–2                                                                     |
| 1953         | Fay Muller                                                                        | Daphne Seeney                                                                     | 3–6, 6–4, 6–2                                                                     |
| 1954         | Thelma Long (2)                                                                   | Mary Carter                                                                       | 6–2, 6–2                                                                          |
| 1955         | Mary Carter (1)                                                                   | Daphne Seeney                                                                     | 6–2, 3–6, 6–1                                                                     |
| 1956         | Mary Carter (2)                                                                   | Margaret Hellyer                                                                  | 4–6, 6–2, 7–5                                                                     |
| 1957         | Angela Mortimer                                                                   | Lorraine Coghlan                                                                  | 7–5, 6–3                                                                          |
| 1958         | Daphne Seeney Fancutt                                                             | Sandra Reynolds                                                                   | 7–5, 6–1                                                                          |
| 1959         | Jan Lehane                                                                        | Christine Truman                                                                  | 6–2, 6–1                                                                          |
| 1960         | Margaret Smith (1)                                                                | Lesley Turner                                                                     | 10–8, 6–1                                                                         |
| 1961         | Abbandonata (a causa delle piogge nella semifinale)                               | Abbandonata (a causa delle piogge nella semifinale)                               | Abbandonata (a causa delle piogge nella semifinale)                               |
| 1962         | Margaret Smith (2)                                                                | Jan Lehane                                                                        | 6–3, 6–4                                                                          |
| 1963         | Margaret Smith (3)                                                                | Lesley Turner                                                                     | 6–3, 6–2                                                                          |
| 1964         | Margaret Smith (4)                                                                | Lesley Turner                                                                     | 11–9, 6–1                                                                         |
| 1965         | Margaret Smith (5)                                                                | Lesley Turner                                                                     | 6–2, 6–3                                                                          |
| 1966         | Lesley Turner                                                                     | Kerry Melville                                                                    | 6–0, 8–6                                                                          |
| 1967         | Kerry Melville                                                                    | Lesley Turner                                                                     | 6–2, 6–4                                                                          |
| ↓ Open era ↓ |                                                                                   |                                                                                   |                                                                                   |
| 1968         | Karen Krantzcke                                                                   | Kerry Melville                                                                    | 6–3, 6–4                                                                          |
| 1969         | Winnie Shaw                                                                       | Karen Krantzcke                                                                   | 11–9, 6–4                                                                         |
| 1970         | Evonne Goolagong (1)                                                              | Kris Kemmer                                                                       | 6–3, 6–2                                                                          |
| 1971         | Evonne Goolagong (2)                                                              | Helen Gourlay                                                                     | 6–2, 7–6                                                                          |
| 1972         | Evonne Goolagong (3)                                                              | Glynis Coles                                                                      | 6–0, 7–5                                                                          |
| 1973         | Janet Young                                                                       | Kazuko Sawamatsu                                                                  | 6–1, 6–4                                                                          |
| 1974         | Evonne Goolagong (4)                                                              | Cynthia Doerner                                                                   | 6–1, 6–2                                                                          |
| 1975         | Nina Bohm                                                                         | Nerida Gregory                                                                    | 6–1, 6–1                                                                          |
| 1976         | Susan Leo                                                                         | Donna Kelly                                                                       | 7–5, 7–6                                                                          |
| 1977         | Regina Maršíková                                                                  | Helena Anliot                                                                     | 6–1, 3–6, 6–4                                                                     |
| 1978         | Sue Barker                                                                        | Chris O'Neil                                                                      | 6–1, 6–3                                                                          |
| 1979         | Linda Cassell                                                                     | M. Earle                                                                          | 6–1, 4–6, 6–1                                                                     |
| 1980         | Elizabeth Sayers Smylie                                                           | Sue Barker                                                                        | 6–2, 6–1                                                                          |
| 1981         | Chris O'Neil                                                                      | Kerryn Pratt                                                                      | 6–3. 7–5                                                                          |
| 1982         | Wendy Turnbull                                                                    | Pam Shriver                                                                       | 6–3, 6–1                                                                          |
| 1983         | Pam Shriver (1)                                                                   | Wendy Turnbull                                                                    | 6–4, 7–5                                                                          |
| 1984         | Helena Suková (1)                                                                 | Elizabeth Sayers Smylie                                                           | 6–4, 6–4                                                                          |
| 1985         | Martina Navratilova                                                               | Pam Shriver                                                                       | 6–3, 7–5                                                                          |
| 1986         | Non disputato (a causa del cambio della data d'inizio della stagione Australiana) | Non disputato (a causa del cambio della data d'inizio della stagione Australiana) | Non disputato (a causa del cambio della data d'inizio della stagione Australiana) |
| 1987         | Hana Mandlíková                                                                   | Pam Shriver                                                                       | 6–2, 6–4                                                                          |
| 1988         | Pam Shriver (2)                                                                   | Jana Novotná                                                                      | 7–6, 7–6                                                                          |
| 1989         | Helena Suková (2)                                                                 | Brenda Schultz                                                                    | 7–6, 7–6                                                                          |
| 1990         | Natasha Zvereva                                                                   | Rachel McQuillan                                                                  | 6–4, 6–0                                                                          |
| 1991         | Helena Suková (3)                                                                 | Akiko Kijimuta                                                                    | 6–4, 6–3                                                                          |
| 1992         | Nicole Provis                                                                     | Rachel McQuillan                                                                  | 6–3, 6–2                                                                          |
| 1993         | Conchita Martínez                                                                 | Magdalena Maleeva                                                                 | 6–3, 6–4                                                                          |
| 1994         | Lindsay Davenport                                                                 | Florencia Labat                                                                   | 6–1, 2–6, 6–3                                                                     |